# Natasha Radojčić-Kane
Natasha Radojčić-Kane (in serbo Наташа Радојчић Кејн?; Belgrado, 1966) è una scrittrice statunitense d'origine serba.

## Biografia
Nata nel 1966 a Belgrado da madre bosniaca musulmana e padre serbo cristiano ortodosso, si è trasferita a New York nel 1989.
Ha ottenuto un B.A. in letteratura inglese alla Fordham University e un M.F.A. in scrittura presso la Columbia University.
Ha esordito nella narrativa nel 2002 con il romanzo Ritorno a casa vincendo il Goncourt del 2004.

## Opere

### Romanzi
- Ritorno a casa (Homecoming, 2002), Milano, Adelphi, 2003 traduzione di Roberto Serrai ISBN 88-459-1773-8.
- Domicilio sconosciuto (You Don't Have to Live Here), Milano, Adelphi, 2004 traduzione di Elena Dal Pra ISBN 88-459-1893-9.
- Snovilovo (2007)

## Alcuni riconoscimenti
- Premio Grinzane Cavour per la narrativa straniera: 2004 per Ritorno a casa